# Eduardo de Ijexá
Eduardo Antonio Mangabeira mais conhecido como Eduardo de Ijexá (Salvador, Bahia, 1881 - 1988) era um Babalorixá de Candomblé da Nação Ijexá, iniciado para o Orixá Logunedé e recebeu o nome de Odé Baybi, seu terreiro Ilê Logunedé ficava situado no bairro de Brotas, em Salvador, na Bahia.
Neto de africanos, falava fluentemente o iorubá. Segundo Jorge Amado, "O último dos grandes babalaôs, zelava pelos orixás em seu terreiro fechado, não permitia visita de turistas, longe de tudo, no recato e na dignidade de suas funções de guardião dos orixás na nação ijexá, o venerando babalorixá conservava o axé, guardava o segredo, impedia que o mistério fosse violado e degradado; Aos noventa anos. Parece uma árvore frondosa, parece um rei, revestido da maior dignidade. Eduardo de Ijexá, pai de sua nação.".
Era meio-irmão dos políticos baianos Otávio Mangabeira e João Mangabeira.